# Sonate voor contrabas solo
De Sonate voor contrabas solo is een compositie van Finn Arnestad. Hij schreef het werk voor zijn zoon Sjur Bjærke (de volledig naam van de componist luidt Finn Oluf Arnestad Bjærke). Deze sonate voor contrabas dateert uit 1980, maar klinkt voor wat betreft stijl niet als zodanig. In de jaren 80 van de 20e eeuw overheerste de noodzaak om vooral te voldoen aan de eisen van de klassieke muziek van de 20e eeuw, maar Arnestad vond zijn eigen weg binnen de tonale muziek. 
De sonate kent de klassieke driedelige opbouw (snel-langzaam-snel), waarbij in de drie delen de stijl rondo overheerst:
- Marcato et energico
- Adagio
- Tempo vivo et agitato.

In deel 2 is een langzame melodielijn te beluisteren waarbij de contrabas flageolet wordt bespeeld en daardoor meer als cello klinkt. 
Sjur Bjærke (geboren 1955) doorliep de Universiteit van Oslo en de Noorse Staatsacademie voor muziek. Hij geeft zelf lessen aan het Barratt Due Instituut, genoemd naar Mary Barratt Due.